# Badukiella prohibita
Badukiella prohibita är en nattsländeart som beskrevs av Mey in Mey och Mueller 1979. Badukiella prohibita ingår i släktet Badukiella och familjen husmasknattsländor. Inga underarter finns listade i Catalogue of Life.